# Удмуртська автономна область
Увага:  Не вказане значення "common_name"

 Увага: Не вказане значення "continent"
Удму́ртська автономна область  (до 1 січня 1932 — Во́тська автономна область  або Во́тська АО) — автономна адміністративно-територіальна одиниця РРФСР, яка існувала з 4 листопада 1920 року по 28 грудня 1934 року. Адміністративний центр області — місто Іжевськ.
Станом на 1934 рік площа області складала 32100 км², населення становило 868400 осіб.

## Історія
Автономне територіальне утворення для компактного проживання місцевого корінного народу — вотяків (удмуртів) — було утворене 4 листопада 1920 року. Однак проект залишився лише на папері і спочатку нова адміністративна одиниця мала назву Автономна область Вотяцького народу. 5 січня 1921 року був виданий новий декрет, згідно з яким була утворена Автономна область Вотського народу. Її основу склали волості Глазовського, Сарапульського, Єлабузького та Малмизького повітів. 27 лютого того ж року на засіданні обласного бюро РКП (б) та ревкому було оголошено про перетворення області у Вотську автономну область. 8 грудня область отримала власний адміністративний поділ — вона була поділена на 5 повітів. 1929 року область увійшла до складу Нижньогородської області, з 15 липня — Нижньогородського краю. 1 січня 1932 року Вотська автономна область була перетворена в Удмуртську автономну область. 28 грудня 1934 року постановою ВЦВК область була перетворена в Удмуртську АРСР.

## Адміністративний поділ

### 1920—1921роки
Від самого початку існування, з 1920 року, автономна область складалась з окремих волостей деяких повітів Вятської губернії, які відійшли до складу новоствореної області. Певний час свого адміністративного поділу область не мала, волості напряму підпорядковувались новому обласному виконкому:
| № п/п | Повіт         | Волості | Населені пункти |
| ----- | ------------- | ------- | --------------- |
| 1     | Глазовський   | 22      | 1273            |
| 2     | Єлабузький    | 15      | 346             |
| 3     | Малмизький    | 12      | 416             |
| 4     | Сарапульський | 19      | 615             |

### 1921—1923роки

АТП Вотської АО (1923 рік)

1921 року автономна область отримала власний адміністративний поділ, її територія була розділена на 5 повітів:
| № п/п | Повіт       | Площа | Населення, осіб (1920) | Центр         | Волості | Населені пункти |
| ----- | ----------- | ----- | ---------------------- | ------------- | ------- | --------------- |
| 1     | Глазовський | -     | 201400                 | місто Глазов  | 19      | 1360            |
| 2     | Дебьоський  | -     | 115600                 | село Дебьоси  | 12      | 561             |
| 2     | Іжевський   | -     | 113100                 | місто Іжевськ | 14      | 539             |
| 2     | Можгинський | -     | 128500                 | місто Можга   | 14      | 465             |
| 2     | Селтинський | -     | 74400                  | село Селти    | 11      | 454             |

### 1923—1929роки
1923 року у складі автономної області був ліквідований Дебьоський повіт, територія якого була розділена між Іжевським та Глазовським повітами. 1924 року було ліквідовано Селтинський повіт, територія якого також була розділена між Іжевським та Глазовським повітами. Тому з 1924 року область поділялась на 3 повіти:
| № п/п | Повіт       | Площа | Населення, осіб (1924) | Центр         | Волості | Населені пункти |
| ----- | ----------- | ----- | ---------------------- | ------------- | ------- | --------------- |
| 1     | Глазовський | -     | 273400                 | місто Глазов  | 15      | 1752            |
| 2     | Іжевський   | -     | 212000                 | місто Іжевськ | 12      | 1049            |
| 2     | Можгинський | -     | 158000                 | місто Можга   | 7       | 578             |

### 1929—1932роки
1929 року проводиться районування, заміна повітового поділу на районний. Тоді було утворено 21 район (йорос): Однак їхня кількість на момент перетворення області зменшилась до 18, були ліквідовані Нилгі-Жик'їнський, Ново-Мултанський та Святогорський райони:
- Алнаський район
- Балезінський район
- Вавозький район
- Глазовський район
- Граховський район
- Дебьоський район
- Зуринський район
- Іжевський район
- Карсовайський район
- Кезький район
- Мало-Пургинський район
- Можгинський район
- Нилгі-Жик'їнський район
- Ново-Мултанський район
- Святогорський район
- Селтинський район
- Сюмсинський район
- Шарканський район
- Юкаменський район
- Якшур-Бодьїнський район
- Ярський район

Станом на 1931 рік до складу 21 району автономної області входили 366 сільських рад, 3 міста (Іжевськ — 98205 осіб, Глазов — 8603 особи, Можга — 7701 особа), 2 робітничих селища (Валамазький завод — 2213 осіб, Сергієвський завод — 2064 особи) та 4223 сільських населених пункти.